# Ballograf
A Ballograf egy svéd írószergyár. A társaságot 1945-ben Eugen Spitzer alapította Göteborgban. A termelési kísérletek egy garázsban kezdődtek. Miután a termelés megnövekedett, az üzlet a Ballografverken nevű társaságnál bontakozott ki.
Ballograf AB a Filipstad-i gyárában készíti termékeit a nyersanyagoktól egészen a késztermékekig.
A Ballograf által gyártott termékek választéka elsősorban töltőceruzákat és golyóstollakat tartalmaz. A vállalat Svédországban más márkák forgalmazója is, például a Sheaffer, a Staedtler és a Cross, amelyek lehetővé teszik a Ballograf számára, hogy bővítse választékát töltőtollakkal és golyóstollakkal.
A Ballograf márkát az északi országokban kezdték forgalmazni, és hamarosan ismertté vált.
1956-ban a Ballograf bemutatott egy olyan golyóstollat, amely fényálló tintát tartalmazott. Ez volt a nagy áttörés a golyóstoll iparban, mert mostantól már a hatóságok és a vállalatok is használhatták.
A Ballograf vezető márka lett az északi országokban (a termékeik 50%-át itt értékesítik), majd más európai országokban is, később az egész világon elterjedt.